# Église du Rédempteur de Gżira
L'église du Rédempteur est une église catholique située à Gżira, à Malte.

## Historique
L'église a été construite par un certain Albert Grixti sans l'approbation des autorités ecclésiastiques. L'église n'a pu être rouverte que lorsqu'elle a été remise aux Sœurs augustines qui avaient ouvertes une école dans les environs.